# Доля (Кальміуський район)
До́ля — село (до 2011 року — селище) Докучаєвської міської громади Кальміуського району Донецької області, Україна.

## Загальні відомості
Відстань до райцентру становить близько 46 км і проходить переважно автошляхом Н20. За трасою у верхів'ях Берестової розташований риболовецький комплекс «Рибацький хуторок».
Із серпня 2014 р. перебуває на території, яка тимчасово окупована російськими терористичними військами.

## Населення

### Мова
Розподіл населення за рідною мовою за даними перепису 2001 року:
| Мова            | Кількість | Відсоток |
| --------------- | --------- | -------- |
| українська      | 244       | 70.93%   |
| російська       | 97        | 28.20%   |
| грецька         | 1         | 0.29%    |
| інші/не вказали | 2         | 0.58%    |
| Усього          | 344       | 100%     |

За даними перепису 2001 року населення села становило 344 особи, з них 70,93 % зазначили рідною мову українську, 28,2 % — російську та 0,29 % — грецьку мову.